# La Comandante
 (septembre 2023).
La mise en forme du texte ne suit pas les recommandations de Wikipédia : il faut le « wikifier ».
Les points d'amélioration suivants sont les cas les plus fréquents. Le détail des points à revoir est peut-être précisé sur la page de discussion.
- Les titres sont pré-formatés par le logiciel. Ils ne sont ni en capitales, ni en gras.
- Le texte ne doit pas être écrit en capitales (les noms de famille non plus), ni en gras, ni en italique, ni en « petit »…
- Le gras n'est utilisé que pour surligner le titre de l'article dans l'introduction, une seule fois.
- L'italique est rarement utilisé : mots en langue étrangère, titres d'œuvres, noms de bateaux, etc.
- Les citations ne sont pas en italique mais en corps de texte normal. Elles sont entourées par des guillemets français : « et ».
- Les listes à puces sont à éviter, des paragraphes rédigés étant largement préférés. Les tableaux sont à réserver à la présentation de données structurées (résultats, etc.).
- Les appels de note de bas de page (petits chiffres en exposant, introduits par l'outil «  Source ») sont à placer entre la fin de phrase et le point final[comme ça].
- Les liens internes (vers d'autres articles de Wikipédia) sont à choisir avec parcimonie. Créez des liens vers des articles approfondissant le sujet. Les termes génériques sans rapport avec le sujet sont à éviter, ainsi que les répétitions de liens vers un même terme.
- Les liens externes sont à placer uniquement dans une section « Liens externes », à la fin de l'article. Ces liens sont à choisir avec parcimonie suivant les règles définies. Si un lien sert de source à l'article, son insertion dans le texte est à faire par les notes de bas de page.
- La présentation des références doit suivre les conventions bibliographiques. Il est recommandé d'utiliser les modèles {{Ouvrage}}, {{Chapitre}}, {{Article}}, {{Lien web}} et/ou {{Bibliographie}}. Le mode d'édition visuel peut mettre en forme automatiquement les références.
- Insérer une infobox (cadre d'informations à droite) n'est pas obligatoire pour parachever la mise en page.

Pour une aide détaillée, merci de consulter Aide:Wikification.
Si vous pensez que ces points ont été résolus, vous pouvez retirer ce bandeau et améliorer la mise en forme d'un autre article.
Norma Martínez (née le 23 avril 1978), connue sous le nom de La Comandante, est une luchadora mexicaine, ou lutteuse professionnelle travaillant actuellement pour la promotion de lutte professionnelle mexicaine Consejo Mundial de Lucha Libre (CMLL) représentant une ruda (« méchant ") personnage de lutte.

## Carrière de lutte professionnelle
Elle commence sa carrière sous le nom de ring La Nazi (Le Nazi), inspiré d' El Nazi, un rudo mexicain détesté (un personnage ou un talon de méchant). Ses débuts en tant que lutteuse professionnelle sont difficiles. Elle rencontre de nombreuses difficultés à se faire connaître et aimer, notamment du fait que le public se plaint de sa violence et de sa rudesse sur le ring, surtout vis-à-vis de ses adversaires.
Elle prend sa retraite à la fin des années 90.
Par la suite, elle travaille dans une usine de meubles et comme tailleuse.
Elle revient à la lutte à temps plein après sa rencontre avec le lutteur Pierroth, Jr.
La Nazi a notamment participé au premier tournoi Reina de Reinas de l'AAA. Cependant, elle dès les phases de qualification contre Rossy Moreno.

## Titres et championnats
- Lutte professionnelle universelle pour femmes Reina / Reina Joshi Puroresu
  - Reina World Tag Team Championship (2 fois) – avec Zeuxis (1)[3] et Yumiko Hotta (1)[4]

## Palmarès
| Victoire                    | Défaite                    | Lieu         | Événement           | Date             | Remarques |
| --------------------------- | -------------------------- | ------------ | ------------------- | ---------------- | --------- |
| Martha Villalobos (cheveux) | La Nazi (cheveux)          | N / A        | Événement en direct | N / A            |           |
| La Nazi (cheveux)           | Rudy Reyna (cheveux)       | N / A        | Événement en direct | N / A            |           |
| Mlle Janeth (cheveux)       | La Nazi (cheveux)          | N / A        | Événement en direct | N / A            |           |
| La Nazi (cheveux)           | Chica d'Arabie (cheveux)   | N / A        | Événement en direct | N / A            | [ 5 ]     |
| La Nazi (cheveux)           | Estrella de Fuego (masque) | N / A        | Événement en direct | N / A            | [ 5 ]     |
| La Briosa (cheveux)         | La Nazi (cheveux)          | Mexico       | Événement en direct | January 27, 1999 | [ 5 ]     |
| Yumiko Hotta (cheveux)      | La Comandate (cheveux)     | Tokyo, Japon | Événement en direct | May 13, 2012     | [ 6 ]     |